# Цельдёмёльк
Цельдёмёльк (венг. Celldömölk) — город на западе Венгрии в медье Ваш. Расположен в двадцати семи километрах от столицы медье — города Сомбатхея. Население — 11 553 человека (2001).

## Население
| Год  | Численность | Численность |
| ---- | ----------- | ----------- |
| 2013 | 11 156      | [ 2 ]       |
| 2014 | 11 068      | [ 3 ]       |
| 2018 | 10 646      | [ 4 ]       |
| 2021 | 10 302      | [ 5 ]       |
| 2022 | 9955        | [ 6 ]       |
| 2023 | 9860        | [ 7 ]       |
| 2024 | 9692        | [ 1 ]       |

## Города-побратимы
- Мукачево, Украина
- Нойдау, Австрия
- Паньякко, Италия
- Серрамаццони, Италия
- Сынджеорджиу-де-Пэдуре, Румыния